# Međunarodna banka za obnovu i razvoj
Međunarodna banka za obnovu i razvoj IBRD; (engleski: International Bank for Reconstruction and Development) jedna je od pet institucija koje čine grupaciju Svjetske banke. Sjedište je u Washingtonu u SAD-u.
Osnovana je 27. prosinca 1945. nakon ratifikacije međunarodnih sporazuma postignutih na Monetarnoj i financijskoj konferenciji Ujedinjenih naroda od 1. do 22. srpnja 1944. u Bretton Woodsu u New Hampshireu. IBRD je međunarodna organizacija čija je izvorna misija bila financiranje obnove nacija uništenih tijekom Drugog svjetskog rata. Kasnije je proširila svoju misiju na borbu protiv siromaštva pružanjem financijske pomoći zemljama. Njezin se rad održava kroz plaćanja kako je regulirano u državama članicama.
Međunarodna banka za obnovu i razvoj daje zajmove vladama i javnim tvrtkama, uvijek pod državnim (ili "suverenim") jamstvom otplate pod općim uvjetima. Sredstva za te zajmove dolaze prvenstveno od izdavanja obveznica Svjetske banke na globalnom tržištu kapitala - obično 12-15 milijardi dolara godišnje. Ove obveznice imaju ocjenu AAA (najvišu moguću). Zbog kreditnog rejtinga IBRD-a, može davati zajmove po relativno niskim kamatnim stopama. Budući da većina zemalja u razvoju ima značajno niži kreditni rejting, IBRD može posuđivati zemljama po kamatnim stopama koje su im obično prilično privlačne, čak i nakon dodavanja male marže (oko 1%) za pokrivanje administrativnih troškova.
Članice IBRD-a su 189 država članica UN-a. Sve članice IBRD-a su ujedno i članice MMF-a, i obrnuto.
Zemlje članice UN-a koje nisu članice su: Kuba, Sjeverna Koreja, Andora, Monako, Lihtenštajn, Nauru, Cookovo Otočje, Niue, Vatikan i sve ostale međunarodno nepriznate zemlje.
Svjetsku banku i MMF kontroliraju uglavnom zapadne zemlje, dok su zemlje u kojima te institucije djeluju bile i jesu gotovo isključivo zemlje u razvoju. Neki kritičari tvrde da bi drugačija organizacijska struktura mogla jamčiti veću pozornost prema potrebama zemalja korisnica: budući da su (od 1. studenog 2004.) Sjedinjene Države držale 16,4% ukupnih glasačkih prava, Japan 7,9%, Njemačka 4,5% i Francuska i Velika Britanija po 4,3%, a s obzirom na to da je za najvažnije odluke potrebna 85% kvalificirana većina, samo jedna država ili mala grupa zemalja može sama blokirati bilo koju reformu. IBRD svoje aktivnosti financira iz dionica u vlasništvu svojih članica, kao i zaduživanjem na međunarodnim tržištima kapitala izdavanjem obveznica Svjetske banke. Banka je prikupila 54 milijarde dolara kapitala u fiskalnoj 2019. od obveznica izdanih u 27 različitih valuta.
IBRD je izvijestio o 23,2 milijarde dolara obveza kreditiranja za 100 projekata u fiskalnoj godini 2019. Prvih 10 zajmoprimaca bili su: Indija, Indonezija, Jordan, Egipat, Argentina, Kina, Maroko, Turska, Ukrajina i Kolumbija. Najviše je podržan sektor javne uprave.